# Babacar Guèye (Fußballspieler, 1986)
Babacar M’Baye Guèye (* 2. März 1986 in Dakar, Senegal) ist ein senegalesisch-französischer ehemaliger Fußballspieler.

## Verein
Guèye kam von AS Génération Foot über den FC Metz, für den er weit über einhundert Einsätze in der ersten beiden französischen Ligen bestritt, 2009 weiter zu Alemannia Aachen. Hier debütierte er beim Auftaktspiel zur Saison 2009/10 in Karlsruhe (1:1), sein erstes Tor erzielte er beim zweiten Auswärtsspiel in Kaiserslautern. Guèye kam in seiner ersten Zweitligasaison auf 30 Einsätze (4 Tore), in seinem zweiten Jahr in Aachen kam der Stürmer hingegen auf nur noch 15 Spiele, davon lediglich eines über die volle Spielzeit. Zur Saison 2011/12 wurde er an den Ligakonkurrenten FSV Frankfurt ausgeliehen, welchem er in der 1. Runde des DFB-Pokals 2011 durch seinen Siegtreffer in der  94. Minute den Einzug in die nächste Phase des Wettbewerbs sicherte. Am 27. Februar 2012 gab der FSV Frankfurt bekannt, dass der Leihvertrag mit Guèye aufgelöst worden sei. Guèye kehrte allerdings nicht nach Aachen zurück, sondern wechselte nach einer Vertragsauflösung mit der Alemannia zum chinesischen Verein FC Shenzhen. Dort schoss er in den folgenden fünf Spielzeiten in 126 Zweitligapartien ganze 77 Treffer. 2017 folgte dann der Wechselt zum Ligarivalen Xinjiang Tianshan Leopard FC. Ein Jahr später schloss er sich Heilongjiang Lava Spring an und die Saison 2019 verbrachte er bei Nei Mongol Zhongyou. Anschließend beendete der Stürmer seine aktive Karriere.

## Nationalmannschaft
Von 2004 bis 2008 absolvierte Guèye insgesamt 25 Länderspiele für die senegalesische A-Nationalmannschaft und erzielte dabei sieben Treffer.

## Auszeichnungen
- Torschützenkönig der China League One: 2012 (23 Tore), 2013 (23 Tore)